# 國父紀念歌
《國父紀念歌》是為紀念中華民國國父孫中山先生而作的歌曲，原名《總理紀念歌》，1947年行憲之後易為《國父紀念歌》。該曲由著名音樂家黎锦晖于1925年孙中山逝世后創作，后由國民政府考試院院長戴傳賢更改部分歌詞。全曲分三段，首段記述國父革命事蹟，二段記述國父思想，末段號召繼續革命。

## 歌詞
我們國父 首創革命
革命血如花
推翻了專制 建設了共和
產生了民主中華
民國新成 國事如麻
國父詳加計畫
重新改革中華（另有版本為「重新改造中華」）

三民主義 五權憲法
真理細推求
一世的辛勞 半生的奔走
為國家犧牲奮鬥
國父精神 永垂不朽
如同青天白日
千秋萬世長留

民生凋敝（另有版本為「神州鼎沸」） 國步艱難
禍患猶未已
莫散了團體 休灰了志氣
大家要互相勉勵
國父遺言 不要忘記
革命尚未成功
同志仍須努力

前两段另有一版本，出现于电影《国父传》中
跃马中原 收复河山
革命血如花
推翻了专制  建设了共和
产生了民主中华
大局纷争 国事如麻
英雄奋勇搏杀
神州重放光华

辛亥双十 满清震栗
各地皆起义
十八省光复  全中国胜利
大家要同舟共济
列强似虎 军阀如狼
革命尚未成功
同志仍需努力